# 42522 Chuckberry
42522 Chuckberry este o planetă minoră (asteroid) din centura de asteroizi. A fost descoperită pe 8 februarie 1994 la Observatorul La Silla de Eric Walter Elst și a fost numită după Chuck Berry. 
Obiectul prezintă o orbită caracterizată de o semiaxă mare de 2,4272965532572 UAi, o excentricitate de 0,14, o înclinație de 3,1 ° în raport cu ecliptica.